# Paracles gigantea
Paracles gigantea là một loài bướm đêm thuộc phân họ Arctiinae, họ Erebidae.